# 速水けんたろう
速水 けんたろう（はやみ けんたろう、1962年〈昭和37年〉1月2日 - ）は、日本の歌手、俳優、声優。81プロデュース所属。旧芸名は谷本 憲彦（たにもと のりひこ）、本名は谷本 敦雄（たにもと あつお）。
広島県福山市出身、尾道市育ち。身長177cm、体重67kg。血液型はA型。大阪電気通信大学工学部卒業。既婚。NHK教育テレビの子供番組『おかあさんといっしょ』の8代目うたのおにいさんとして知られている。現在、81アクターズスクールの研修生講師、2016年からは洗足学園音楽大学音楽学部声優アニメソングコースの講師を務めている。

## 略歴
1962年（昭和37年）1月2日、広島県福山市に生まれる。
1985年（昭和60年）、「ビクターVHD全国縦断カラオケ大会」で優勝した。
1986年（昭和61年）に、ビクターレコードより谷本憲彦の芸名で、若手ムード歌謡歌手としてデビュー。2作目の「なぐさめ」は同年急逝した和田浩治のカバーである。また、この年には第7回古賀政男記念音楽大賞入賞。
1989年（平成元年）、アニメソング歌手へ転向。渋みのある歌声から一転し、爽やかさを前面に出した歌唱となる。
1993年（平成5年）4月に、当時NHK総合テレビとNHK教育テレビで放送していた『おかあさんといっしょ』の8代目うたのおにいさんに就任。うたのおにいさん就任と同時に、芸名を『速水けんたろう』に改名。共演のうたのおねえさんは17代目の茂森あゆみ、たいそうのおにいさんは10代目の佐藤弘道、身体表現のおねえさんは最初の1年間は初代の馮智英、以降の5年間は2代目の松野ちか。
1999年（平成11年）1月、番組内で茂森あゆみと「だんご3兄弟」を歌唱し、同曲が『おかあさんといっしょ』初出の曲としては異例の大ヒットとなる。この年のユーキャン新語・流行語大賞を受賞。同年2月には自身が作詞・作曲した「あつまれ!笑顔」を番組に提供（編曲 池毅）。そして、同年4月3日をもって番組を卒業。うたのおにいさん在任期間は6年間。うたのおにいさん就任後は合間を縫って番組とは別に、全国各地でソロでのファミリーコンサートを行い、番組卒業以降も継続してコンサートを開いている。その一方で、後述の通りうたのおにいさんになる前からのアニメソング歌手としての活動も並行して行っていた。なお、速水の退任後に就任した歴代うたのおにいさん・おねえさんは、活動が『おかあさんといっしょ』以外原則認められていないため、番組出演中に番組とは別に個人での芸能活動を並行していた出演者は速水が最後である。　
うたのおにいさんを退任後、茂森と共に1999年12月に、年末の第41回日本レコード大賞および第50回NHK紅白歌合戦へ出場を果たした。
1999年（平成11年）10月から2004年（平成16年）3月までキッズステーションやUHFで放送された『けんたろうとミクのワイワイキッズ』に出演し、羽生未来（元「英語であそぼ」のお姉さん）と共にMCを担当。この番組では子供向けの歌だけでなく、J-POPやアメリカのポピュラー楽曲などを作曲家の野村義男や、鶴由雄がアレンジしたものも歌い、自身が作詞・作曲を手掛けた歌も提供していた。また、時期を同じくしてキッズステーションでは自身初の単独冠番組『速水けんたろうのFan!Fan!Fan!』（2000年 - 2001年）が放送された。
また、2000年代以降は舞台俳優としても活躍している。2010年（平成22年）には劇団わらび座ミュージカル「アトム」の東京公演、兵庫公演に客演し、「うたのおにいさん」のイメージとは違う存在感のある悪役を演じた。この他、以前所属していた事務所のホワイトキャンバスを退所した後、声優のマネジメントを主とする81プロデュース（当初は声のみ預かりの扱いだったが、現在は正式な所属俳優となっている）へと移行する形で所属、後述の活動休止以前には声優としての活動も行っていた。2012年の活動再開後しばらくは、メディア露出が少なかったため声優業も行っていなかったが、2015年5月のおかあさんといっしょファミリーコンサート『じゃがいも星人にあいたいな』でのダン役、および同年6月公開の映画『あなたをずっとあいしてる』のプテラノドン役で声優活動も再開している。
2011年（平成23年）7月16日午後1時15分ごろ、自らの運転で埼玉県さいたま市内の仕事場へ向かう途中、川越市通町の交差点内で横断歩道を歩行中の78歳の女性をはね、その女性は翌17日午前0時50分ごろ死亡した。警察の取り調べに対し、速水は「助手席の荷物に気をとられて脇見をしていた」と供述した。その後7月19日付の自身のブログにて、自らの起こした事故を深く反省すると同時に今後は一切の仕事を自粛する旨を記載した（その後、当時のブログの記事は全て削除された）。11月30日、さいたま地検は自動車運転過失致死罪でさいたま地裁川越支部に在宅起訴した。
2012年（平成24年）2月22日、さいたま地裁川越支部は、「女性は最愛の夫に別れの言葉一つかけることもできず絶命し、無念さは察するに余りある」としながらも、「（速水は）遺族に謝罪の意を示し、芸能活動を控えるなどして謹慎の態度をとっている」として、禁錮2年6か月の求刑に対し、禁錮2年・執行猶予3年の有罪判決を言い渡した。なお、この裁判を担当した裁判官は、判決言い渡しの後、被害者の遺族が速水の復帰を望んでいることを速水に伝え、「今後は仕事に復帰して一層精進し、聞き手に感動を与えるように」と語ったが、速水本人は「執行猶予中は自分ですべきことをしていきたい」としながらも「（復帰については）今は考えられない」とコメントした。
2012年（平成24年）4月14日、東京都内で行われた岩手県陸前高田市復興支援団体TAKATA-FESTAが企画するチャリティーイベント、TAKATA FESTA 2012 in ITABASHIに特別出演し、再始動を果たす。これは同イベントに参加した永島美織のブログやもりちよこのツイッターでも紹介された。以降、主にイベント・舞台への出演を中心に活動を再開。その後、2012年（平成24年）夏、音楽制作会社 「有限会社リバーライズ」 のプロデュースで本格的に音楽活動も再開（所属事務所は引き続き81プロデュースのまま）。同年9月に岩手県陸前高田市復興支援ソング「未来のためのもの」をCDリリース。同年冬からミュージシャンの青木政憲とともに、「歌う紙芝居」の活動を行っている。
2012年（平成24年）9月に、東京都江東区のコミュニティFM局レインボータウンエフエム放送の「上を向いて歩こう!」という番組に作詞家の藤公之介とともに出演した。この中で、活動自粛中の間に藤が主催する『命歌』のライブに参加して、自分に何ができるのかを考え、この活動に賛同し参加していくことを決めたことを語っている。
2015年度からは、『おかあさんといっしょ』の関連イベント『ポコポッテイトがやってきた!』→『ガラピコぷ〜がやってきた!』および『ガラピコぷ〜ファミリーステージ』→『ファンターネ!がやってきた!』にうたのおにいさんとして参加。NHK関連のイベントでは、活動自粛前にも忍たま乱太郎やつくってあそぼのショーの中で、ファミリーコンサートが開催されることがあったが、おかあさんといっしょファミリーコンサートへのゲスト出演を除けば、同番組を卒業した直後の1999年度以来実に16年ぶりの番組関連イベントで『けんたろうお兄さん』として全国各地をまわっている。また、2016年4月には「あおうよ！」（もりちよこ作詞、同月にうたのおねえさんに就任した小野あつこ最初の今月の歌）で17年ぶりに『おかあさんといっしょ』へ楽曲提供を行うなど、本格復帰以降は様々な形で『おかあさんといっしょ』へ携わっている。

## 人物
趣味はスキーとゴルフ。主な方言は広島弁と関西弁。2児の父で、そのうち1人はシンガーソングライターとして活動中の隆成。
『おかあさんといっしょ』出演開始と同じ1993年（平成5年）4月からテレビ東京系で放送が開始されたアニメ『疾風!アイアンリーガー』の主題歌も担当したが、こちらは従来の歌手活動時に使っていた『谷本憲彦』名義だった。後述の1995年3月までの2年間の間、2つの名義を使い分けていた事について速水は後年、「うたのおにいさん=速水けんたろう」のイメージで歌うのはやはり難しいと感じた、との理由だった事を明かしている。その後、1995年3月、テレビ朝日系で放送されたスーパー戦隊シリーズ20周年記念作品『超力戦隊オーレンジャー』の主題歌を担当したのを機に、全ての活動を「速水けんたろう」名義に統一。『オーレンジャー』の主題歌に速水を起用したのは、オーレンジャーのプロデューサーだった髙寺成紀である。
2代目の水木一郎、先代の坂田おさむと同じく、うたのおにいさん就任時から妻子持ちである。

## ディスコグラフィー

### 谷本憲彦名義

#### シングル
- 愛の鎖（デビューシングル/1986年2月21日発売/SV-9099）
  - 愛の鎖
    - 作詞:岡田冨美子 作曲:三木たかし 編曲:若草恵

  - 虹のステージ
    - 作詞:岡田冨美子 作曲:三木たかし 編曲:千代正行
- なぐさめ（2ndシングル/1986年9月21日発売/SV-9160）
  - なぐさめ（和田浩治の遺曲のカバー）
    - 作詞:荒木とよひさ 作曲:三木たかし 編曲:竜崎孝路

  - Blue Rain
    - 作詞:三浦徳子 作曲:三木たかし 編曲:西崎進
- 眠り続けて（3rdシングル/1987年1月21日/SV-9209）
  - 眠り続けて（TBS系テレビ「花王 愛の劇場」内ドラマ『さよならママ』主題歌）
    - 作詞:荒木とよひさ 作曲:三木たかし 編曲:若草恵

  - 待ちわびてSunset（たそがれ）
    - 作詞:荒木とよひさ 作曲:三木たかし 編曲:若草恵
- 書きかけのLove Song（4thシングル/1987年8月21日/SV-9265）
  - 書きかけのLove Song（第8回古賀政男記念音楽大賞・一般部門最優秀賞受賞曲）
    - 作詞・作曲:川崎てつお 編曲:西崎進

  - シルヴィー -雨のささやき-
    - 作詞:三浦徳子 作曲:三木たかし 編曲:西崎進
- ワガママ言いたい夜だから（三沢あけみとの非売品デュエットシングル/1988年/VST-10331/SEP-8）
  - ワガママ言いたい夜だから
    - 作詞:森浩美 作曲:三木たかし 編曲:高田弘

  - 横浜ナイトクラブ
    - 作詞:荒木とよひさ 作曲:三木たかし 編曲:高田弘

#### その他・オムニバス
- ビクターカバー（『決定版 デュエット・ソング 歌謡曲篇』(1989年11月21日/VDRY-25020)他収録） - 1989年
  - ロンリー・チャップリン（鈴木聖美 with Rats&Starのカバー）※斉藤恵美と歌唱
  - ラストシーンは見たくない（渡哲也・松坂慶子のカバー）※斉藤恵美と歌唱

- 魔界学園 - 1991年
  - 季節のRefrain（イメージソング） ※本人作曲
- 機動警察パトレイバー 新OVA版 - 1992年
  - IDLING for you （4代目オープニング） - 1992年
- 疾風!アイアンリーガー - 1993年 - 1994年
  - アイアンリーガー〜限りなき使命〜（オープニング）
  - WITH〜友よ共に （最終回エンディング）
  - アイアンリーガー〜限りなき使命〜（ライブ・デモバージョン）（オープニング・アレンジ）
  - BURNING STREAM（OVA挿入歌）
- 深見梨加1stアルバム『Mornin' After』 - 1994年
  - Old Love Song ※深見梨加とのデュエット
- 銀河戦国群雄伝ライ - 1994 - 1995年
  - 雷伝説（オープニング）

### 速水けんたろう名義
- おかあさんといっしょ - 1993年 - 1999年 ※ほとんどは茂森あゆみと歌唱
  - おかあさんといっしょの今月の歌#速水けんたろう・茂森あゆみ時代も参照
  - だんご3兄弟
  - あつまれ!笑顔 ※本人作詞・作曲

- 超力戦隊オーレンジャー - 1995年 - 1996年
  - オーレ! オーレンジャー（オープニング）
  - 緊急発進!! オーレンジャー（エンディング）
  - 虹色クリスタルスカイ（挿入歌・最終回エンディング）
  - 超力合体!! オーレンジャーロボ（挿入歌）
  - アクション! オーレンジャー（挿入歌）
  - オーレンジャー・スピリット（挿入歌）
- 激走戦隊カーレンジャー - 1996年 - 1997年
  - くる! クルマジックパワー!（挿入歌）
  - 激走体操カーレンジャー（挿入歌）
- マッハGoGoGo（第2作） - 1997年
  - 純白の勇気（エナジー）（初代オープニング）
  - 純白の勇気（英語ヴァージョン）
  - マッハ・ゴー・ゴー・ゴー・1997（2代目オープニング）
- 燃えろ×4 ロボコン!!（『燃えろ!!ロボコン』2代目オープニング） - 1999年 - 2000年
- Hello FURBY/小さな天使たち（『ファービー』イメージソング/CODC-1785） - 1999年 ※「小さな天使たち」は本人作曲
- 輝け! 未来へ 〜Hit & Run〜/Kids Return/ファイターズ讃歌（『日本ハムファイターズ』オフィシャル応援歌/TECN-15615） - 2000年
- Chu! Chu! は恋の合言葉/永遠（トルコ人歌手タルカンの楽曲の日本語カバー/TEDN-356） - 2000年 ※「永遠」は本人作詞・作曲
- 朝ゴハンパン・ロックンロール/ZOO ZOO パラダイス/アブラハムの子（『けんたろうとミクのワイワイキッズ!』/PCCG-00588） - 2002年
- アイ・ラブ・ベースボール 〜がんばれホームチーム〜 （「Take Me Out to the Ball Game」の日本語カバー/SWCS-1002） - 2004年
- げんきでますます! トスキー体操/トスキーソング『ひとりじゃないよ』（TOSテレビ大分マスコットキャラクタートスキーの歌） - 2007年 ※2曲とも作曲
  - 同局の局名告知として前者は放送開始時[注釈 1]、後者は放送終了時に使用されていたが、2011年の速水の活動自粛と同時に使用を中止した。しかし、2020年からまた使用されている（音源は速水が歌った2007年オリジナル音源のまま）。その代わりTOSのアナウンサーがマスコットキャラクターと出演し、一緒に体操をするミュージックビデオが作られ不定期で放送されている。もうひとつの曲も不定期放送。
- ファイターズ讃歌/ファイターズ魂（スピリッツ）（『北海道日本ハムファイターズ』応援歌/CRCP-566） - 2007年 ※「ファイターズ讃歌」は再録音
- うまうまヤムヤム（『はっけんたいけん だいすき!しまじろう』）※本人作曲
- 見よ賞賛のなげなわマン（週刊コミックTVコミソンタイム『なげなわマン』）
- 未来のためのもの（岩手県陸前高田市復興支援ソング）（2012年9月リリース）
- say!good-bye）（2012年9月リリース。復興支援ソング 『未来のためのもの』に収録されている。この曲は後に『明日をみつめて』の副題がついておかあさんといっしょの人気のイベントの1つ、おかあさんといっしょスペシャルステージにて毎年最後に歌われていた。）

## 楽曲提供（作曲）
- 素顔の明日（『魔界学園』イメージソング / 歌：速水奨） - 1992年 ※谷本憲彦名義
- 100点満点 ロボコンたいそう（『燃えろ!!ロボコン』ED2 / 歌：伊倉一恵、森の木児童合唱団） - 1999年
- あおうよ!（NHK Eテレ『おかあさんといっしょ』2016年4月の今月の歌/後年リクエストに応える形でワンワンパッコロ!キャラともワールドにてセルフカバーした） - 2016年

## その他
- ヤマハ音楽教室教材 グループレッスン おんがくなかよし教材 こんにちは!たのしいね!,うれしいな!ありがとう! CD（歌唱）
- カワイ音楽教室教材 グループレッスン クーちゃんランド教材 クーちゃんといっしょにあそぼ CD（歌唱）
- カワイ音楽教室教材 グループレッスン くるくるクラブ教材 くるくるといっしょ CD（歌唱）
- カワイ音楽教室教材 グループレッスン くるくるクラブ教材 くるくるとおともだち CD（歌唱）
- 速水けんたろう作曲集 CD 株式会社メイト

## 出演作品

### 子供向け番組
- おかあさんといっしょ（1993年4月5日 - 1999年4月3日、NHK総合テレビ→NHK教育テレビ） - 8代目うたのおにいさん[注釈 2]
- けんたろうとミクのワイワイキッズ（1999年10月 - 2004年3月、キッズステーション） - MC
- BSななみDEどーも（NHK BSプレミアム、2011年6月19日） - ゲスト出演
- みんなの広場だ!わんパーク（NHK教育テレビ、2000年? - 2002年?） - ゲスト出演
- 夢りんりん丸（NHK教育テレビ、2003年） - ゲスト出演

### おかあさんといっしょ コンサート
| 公演   | タイトル                                                | 出演者（一部を除く） |
| ------ | ------------------------------------------------------- | --- |
| 1993年 | おかあさんといっしょ'93ファミリーコンサート             | 坂田おさむ、神崎ゆう子 速水けんたろう、茂森あゆみ、佐藤弘道、馮智英 みど、ふぁど、れっしー、空男 じゃじゃまる、ぴっころ、ぽろり |
| 1993年 | あつまれ うた!うた!うた!                                | 速水けんたろう、茂森あゆみ、佐藤弘道 みど、ふぁど、れっしー、空男 坂田おさむ、神崎ゆう子、じゃじゃまる、ぴっころ、ぽろり |
| 1994年 | すてきなうた だいすき!                                  | 速水けんたろう、茂森あゆみ、佐藤弘道、松野ちか みど、ふぁど、れっしー、空男 坂田おさむ、美咲あゆむ、飯田ミカ、小嶋信之、山岸隆弘 じゃじゃまる、ぴっころ、ぽろり |
| 1994年 | 世界のうた こんにちは                                   | 速水けんたろう、茂森あゆみ、佐藤弘道、松野ちか みど、ふぁど、れっしー、空男 小嶋信之、山岸隆弘、クロイ・マリー・マクナマラ、ジョンジョン じゃじゃまる、ぴっころ、ぽろり |
| 1995年 | 野原がぼくらの遊園地                                    | 速水けんたろう、茂森あゆみ、佐藤弘道、松野ちか みど、ふぁど、れっしー、空男 かもめの郵便屋さん、カメダス、あひるファミリー |
| 1995年 | おはなし列車で行こう                                    | 速水けんたろう、茂森あゆみ、佐藤弘道、松野ちか みど、ふぁど、れっしー、空男 小嶋信之、山岸隆弘、じゃじゃまる、ぴっころ、ぽろり |
| 1996年 | 音楽博士の楽しいコンサート                              | 古今亭志ん輔、速水けんたろう、茂森あゆみ、佐藤弘道、松野ちか みど、ふぁど、れっしー、空男 |
| 1996年 | はるなつあきふゆミュージカル                            | 古今亭志ん輔、速水けんたろう、茂森あゆみ、佐藤弘道、松野ちか みど、ふぁど、れっしー、空男 |
| 1997年 | お〜い! 〜音楽博士の楽しいコンサート2〜                 | 古今亭志ん輔、速水けんたろう、茂森あゆみ、佐藤弘道、松野ちか みど、ふぁど、れっしー、空男 |
| 1997年 | あ・い・うーをさがせ!                                   | 古今亭志ん輔、速水けんたろう、茂森あゆみ、佐藤弘道、松野ちか みど、ふぁど、れっしー、空男 じゃじゃまる、ぴっころ、ぽろり |
| 1998年 | 歌だ!ダンスだ!おまつりだ!                               | 速水けんたろう、茂森あゆみ、佐藤弘道、松野ちか みど、ふぁど、れっしー、空男 じゃじゃまる、ぴっころ、ぽろり |
| 1998年 | 〜夢のなか〜                                            | 古今亭志ん輔、速水けんたろう、茂森あゆみ、佐藤弘道、松野ちか みど、ふぁど、れっしー、空男 |
| 1999年 | おかあさんといっしょとゆかいななかま 〜わくわく大行進〜 | 古今亭志ん輔、速水けんたろう、茂森あゆみ、佐藤弘道、松野ちか みど、ふぁど、れっしー、空男 じゃじゃまる、ぴっころ、ぽろり、ワンワン、かなちゃん クリス、メイ・パイカ、ペッパー・タイガー、エディ・エックス、 タップ、クラップ |
| 1999年 | いつまでもともだち                                      | 杉田あきひろ、つのだりょうこ、佐藤弘道、タリキヨコ スプー、みど、ふぁど、れっしー、空男 速水けんたろう、茂森あゆみ、松野ちか |
| 1999年 | テレビタイムファミリーステージ99                        | 杉田あきひろ、つのだりょうこ、佐藤弘道、タリキヨコ スプー、みど、ふぁど、れっしー、空男 古今亭志ん輔、坂田おさむ、神崎ゆう子 速水けんたろう、茂森あゆみ、松野ちか ワンワン、りなちゃん、くぅ、かなちゃん クリス、戸田ダリオ、王健 エディ・エックス、ペッパー・タイガー、メイ・パイカ 秋田きよ美、平田実音、ワクワクさん、ゴロリ |
| 1999年 | 40周年 うたのパーティ                                   | 杉田あきひろ、つのだりょうこ、佐藤弘道、タリキヨコ スプー、みど、ふぁど、れっしー、空男 眞理ヨシコ、しゅうさえこ、森みゆき 坂田おさむ、神崎ゆう子、速水けんたろう、茂森あゆみ |
| 2009年 | 星空のメリーゴーラウンド 〜50周年記念コンサート〜       | 横山だいすけ、三谷たくみ、小林よしひさ、いとうまゆ ライゴー、スイリン、プゥート ひなたおさむ、かまだみき、恵畑ゆう スプー、アネム、ズズ、ジャコビ 眞理ヨシコ、田中星児 坂田おさむ、神崎ゆう子、速水けんたろう、茂森あゆみ 杉田あきひろ、今井ゆうぞう、はいだしょうこ 天野勝弘、佐藤弘道 じゃじゃまる、ぴっころ、ぽろり          |
| 2010年 | 森の音楽レストラン                                      | 横山だいすけ、三谷たくみ、小林よしひさ、いとうまゆ ライゴー、スイリン、プゥート 速水けんたろう、かまだみき |
| 2019年 | ふしぎな汽車でいこう〜60周年記念コンサート〜            | 花田ゆういちろう、小野あつこ、福尾誠、秋元杏月 チョロミー、ムームー、ガラピコ 眞理ヨシコ、坂田おさむ、神崎ゆう子 速水けんたろう、茂森あゆみ、横山だいすけ、小林よしひさ、上原りさ、スプー じゃじゃまる、ぴっころ、ぽろり ムテ吉、ミーニャ、メーコブ                                                                             |

- このほか、2015年のじゃがいも星人にあいたいなでは、じゃがいも星人のダンの声を担当している。

### ワイワイキッズコンサート
- 2000年 - 2002年の夏頃まで
  - ワイワイキッズフェスティバル

### テレビドラマ
- 救急戦隊ゴーゴーファイブ（1999年、28話） - 加賀美博士 役
- 土曜ワイド劇場「京都殺人案内23・みちのく津軽こぎん刺しの女」（2000年4月、朝日放送・松竹） - 岩崎四郎 役

### テレビアニメ
- バクマン。（2011年3月、Eテレ） - 矢作副編集長 役
  - 第2期以降は田中完が担当。
- はっぴーカッピ（2011年4月、テレビ東京） - 木下ユズ夫 役（初代）
  - 前述のとおり活動を自粛したため同番組も降板、16話以降は宇垣秀成に交代。
- アニメドキュメント あの日、僕らは戦場で　少年兵の告白（2015年8月、NHKスペシャル） - 語り
- こねこのチー ポンポンらー大旅行（2018年7月、テレビ東京系列） - ディプロ 役

### ドラマCD
- 魔界学園シリーズ（海鳴平助）
  - 魔界学園I 転校生編
  - 魔界学園II 激闘編
  - 魔界学園III 完結編

### 吹き替え
- きかんしゃトーマス ミスティアイランド レスキュー大作戦!!（キャプテン〈劇場公開版〉）

### 劇場アニメ
- あなたをずっとあいしてる（2015年6月6日公開） - プテラノドン 役[18]

### 舞台
- ミュージカル「リボンの騎士」（2002年） - ヘル夫人 役
- ミュージカル「あしながおじさん」（2006年） - ジャービス 役
- ミュージカル「新撰組」（2006年） - 近藤勇 役
- ディズニーミュージカル「ハイスクール・ミュージカル」（2007年） - ジャック・ボルトン 役
- ミュージカル「トラップ一家物語」（2008年） - トラップ男爵 役
- ミュージカル「トゥルークリスマス」（2009年） - 父親 役
- ミュージカル「アトム」（2010年6月・7月、わらび座） - スーラ 役（客演）
- EVE COMPANY「銀座の恋人たち 〜君を忘れない〜 」（2011年1月20日 - 23日、新宿シアターモリエール）
- EVE COMPANY「素敵なウェディングプランナー　幸せの香り」（2012年8月25日 - 8月27日、銀座博品館劇場）
- 劇団きみにほ 旗揚げ公演、第一回プロデュース作品「鉄道員 ぽっぽや」（2013年2月7日 - 10日、日本橋公会堂）
- ミュージカル座 「プロパガンダ・コクピット」（2022年4月7日 - 4月10日） - 父ちゃん役
- 日中国交正常化50周年記念・音楽劇「李香蘭」（2023年1月） - 山口文雄 役

### バラエティー
- 「速水けんたろうのFan!Fan!Fan!」（2000年 - 2001年、キッズステーション）
- 「世界遺産を感じる〜オーストラリア自由旅行」（旅チャンネル）
- 田舎に泊まろう!（2003年、テレビ東京系）
- 「キングラン アニソン紅白2010」（2010年12月31日 - 2011年1月1日、スカチャン）
- 「歌手VS歌うま芸能人 〝カラオケバトル6〟ご本家が敗北の危機?史上最強の下克上SP」（2011年1月1日、テレビ東京系）
- 「日本歌手協会 第50回歌謡祭〜歌に歴史あり〜」（2024年1月2日、BSテレビ東京）
- フジテレビ系列「ぽかぽか」内コーナーのぽいぽいトークコーナーに茂森あゆみ、小野あつこと共に出演（2023年1月19日、フジテレビ）

### NHK紅白歌合戦出場歴
| 年度/放送回               | 回 | 曲目        | 出演順 | 対戦相手 | 備考                           |
| ------------------------- | -- | ----------- | ------ | -------- | ------------------------------ |
| 1999年（平成11年）/第50回 | 初 | だんご3兄弟 | 03/27  | 鳥羽一郎 | 茂森あゆみと合同で紅組から出演 |

注意点
- 出演順は「出演順/出場者数」で表す。